# Issues
Issues je četvrti studijski album nu metal benda Korn prodan u 5 000 000 kopija diljem svijeta. Prvi singl Falling Away from Me se pojavio u hit crtanoj seriji South Park. To je prvi njihov album bez skrivene pjesme. Po mnogo fanova ovo je njihov najbolji album i predstavlja prelazak žanra Korna iz nu metala u alternativni metal.

## Popis skladbi
1. "Dead" – 1:12
2. "Falling Away from Me" – 4:30
3. "Trash" – 3:27
4. "4 U" – 1:42
5. "Beg for Me" – 3:53
6. "Make Me Bad" – 3:55
7. "It's Gonna Go Away" – 1:30
8. "Wake Up" – 4:07
9. "Am I Going Crazy" – 0:59
10. "Hey Daddy" – 3:44
11. "Somebody Someone" – 3:47
12. "No Way" – 4:08
13. "Let's Get This Party Started" – 3:41
14. "Wish You Could Be Me" – 1:07
15. "Counting" – 3:37
16. "Dirty" - 7:50